# Zoe Petrovansky
Zoe Petrovansky (* 20. Februar 1990 in Geelong) ist eine ehemalige australische Squashspielerin.

## Karriere
Zoe Petrovansky spielte von 2008 bis 2018 auf der WSA World Tour und gewann in dieser Zeit einen Titel. Sie sicherte sich im Januar 2010 den Titel bei der Australia Day Challenge. Ihre höchste Platzierung in der Weltrangliste erreichte sie mit Rang 60 im September 2010.

## Erfolge
- Gewonnene WSA-Titel: 1